# Communication de masse
 (mai 2014).
Si vous disposez d'ouvrages ou d'articles de référence ou si vous connaissez des sites web de qualité traitant du thème abordé ici, merci de compléter l'article en donnant les références utiles à sa vérifiabilité et en les liant à la section « Notes et références ».
Pour les articles homonymes, voir Masse (homonymie).

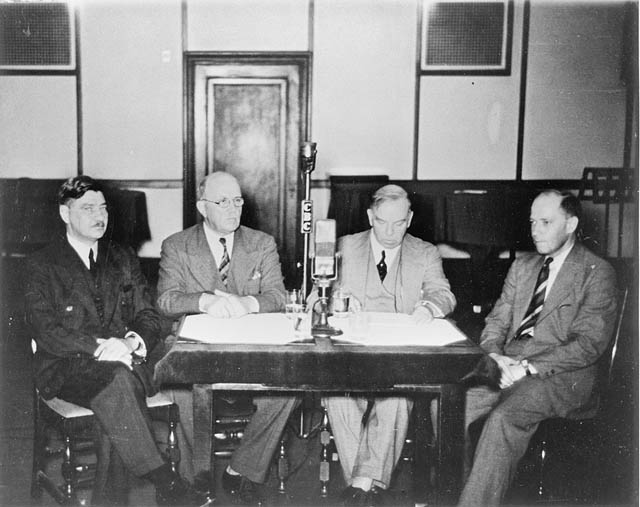
Déclaration radiodiffusée du gouvernement canadien le 3 septembre 1939, après l'entrée du Royaume-Uni dans la Seconde Guerre mondiale.
(de g. à droite : C.G. Power, Ernest Lapointe, W.L. Mackenzie King, Norman Rogers)

La communication de masse est l'ensemble des techniques qui permettent de mettre à la disposition d'un vaste public toutes sortes de messages. Selon le théoricien  canadien de la communication Marshall McLuhan, elle concentre l'ensemble des techniques susceptibles de créer des prolongements du corps humain à l'ordinateur. Il induit dans sa définition le fait que la « masse » est indifférenciée et dominatrice.
Un média de masse est caractérisé par son processus de diffusion ainsi que par l'essor de l'opinion publique moderne qu'il a permis.
Les principaux moyens de communication de masse sont la presse, l'affiche, le cinéma, la radiodiffusion et la télévision. Ce sont les mass média dont le terme est formé par les anglo-saxons (en latin media signifie moyens et mass désigne la grande quantité).
La communication de masse est publique, rapide et éphémère. Publique, car les messages ciblent une masse d'individus conscients de la nature publique des messages en question. Rapide, car ces derniers ont pour but d'atteindre le plus rapidement possible le plus grand nombre de personnes. Ephémère, car le contenu des messages est destiné à une consommation immédiate souvent de l'ordre du sensationnel.
On peut considérer que cette communication débute vers la fin du XIXe siècle avec le développement de la presse. C'est la période durant laquelle apparaît la réclame.
Les progrès techniques permettent de diffuser de la culture au peuple et la communication de masse jouit de cette bonne réputation jusqu'à la fin des années 1930.
La montée des totalitarismes remet en question cette confiance ; rapidement, la communication de masse devient indissociable de la propagande. Son aboutissement est la standardisation des émetteurs, des récepteurs ainsi que du produit culturel.
On simplifie la culture :
Il faut des œuvres accessibles pour le peuple, on cherche le plus petit dénominateur commun.
Les démocrates veulent croire à un enrichissement de la culture commune aux citoyens quand les régimes totalitaires recherchent une adhésion au chef.
Aujourd'hui, dans une société où les premiers cercles de sociabilité, qu'on trouvait avant dans la famille et la paroisse, sont largement moins sollicités, l'importance d'inventer de nouveaux médias pour créer d'autres liens sociaux se fait d'autant plus ressentir. La fin première de la communication étant d'organiser un espace social de consensus.

## Histoire des médias de masse

### Presse
La naissance de la presse est liée à la naissance d'un type de société au sein de laquelle l'opinion publique devient un élément important de la décision politique. On considère généralement Théophraste Renaudot comme le « père du journalisme », en effet à partir de 1631, Louis XIII le charge d'écrire de manière hebdomadaire, un journal comportant 8 feuillets, qui sera imprimé à 1 200 exemplaires. Mais en réalité, ces impressions étaient moins des journaux que des organes officieux de propagande de la monarchie.
À la fin du XVIIe et au XVIIIe siècle la presse devient le porte parole d'une opinion politique éclairée, le vrai journalisme naît avec la société démocratique, la grande presse sera pour sa part rendue possible par le développement de l'industrie. À ses débuts, la presse était assez onéreuse et surtout réservée à une élite culturelle et économique, puis le prix de celle-ci a progressivement diminué pour s'aligner, en général, sur le prix d'un timbre. Entre 1803 et 1870, le nombre d'exemplaires imprimés passe de 36 000 à un million.
En 1945, les ventes s'élevaient à plus de 15 millions d'exemplaires, à la libération on recense 28 quotidiens mais on leur préfère la presse de proximité dans laquelle on a désormais plus confiance et est vecteur d'un plus grand enracinement local. En 1991 les ventes de quotidiens tombent à 10 millions, alors même que la population française a augmenté de 15 millions d'habitants. Cette chute n'étant pas seulement due à la concurrence de la télévision (les chiffres des autres pays n'indiquent pas la même baisse).
De nos jours, le taux de lecture de quotidiens est de 154 exemplaires pour 1000 habitants en France, elle se place au 20e rang mondial de la consommation de quotidiens. Au contraire, la presse périodique s'est pour sa part développée puisque la France se place au premier rang pour la consommation de presse périodique (40 % pour la presse consacrée aux loisirs, 13 % pour la presse sportive, 8 % pour la presse féminine, 7 % pour la presse enfantine).

### Cinéma

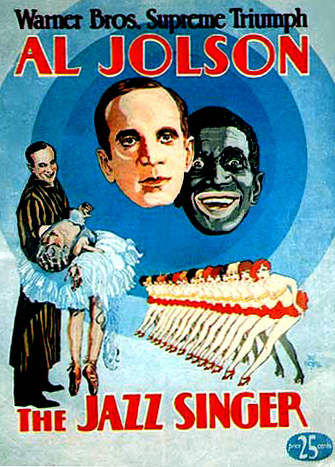
Affiche de 1927 pour Le Chanteur de jazz.

Le 28 décembre 1895, dans le salon indien du grand Café, boulevard des Capucines à Paris, les frères Lumière proposent la première séance payante et publique de cinéma. Au début, celui-ci sert surtout dans fêtes foraines, kermesses, et sert de complément dans les théâtres, les cafés et les concerts.
À la fin des années 1920, le monde doit faire face à un désastre financier, ce qui conduit la Warner Bros à réagir en créant le premier film chantant et parlant, Le Chanteur de jazz, en 1927. Le cinéma perd alors son côté imaginaire, il n'est plus réellement un langage universel.
À la fin des années 1950, le cinéma connaît son deuxième bouleversement : celui de l'extension de la télévision. Cela le conduit à se transformer au niveau de sa production, de ses publics et surtout de son impact. Face à ce bouleversement, la profession cinématographique demande aux pouvoirs publics[Lesquels ?] d'intervenir pour préserver la rentabilité des salles.

### Radio
Le 27 mars 1899, Guglielmo Marconi transmet en France, le premier message hertzien à longue distance, depuis l'Angleterre. En France, c'est le 6 novembre 1922 qu'on lit au micro les premières informations radiophoniques diffusées depuis l'émetteur de la tour Eiffel.
En France, à la fin de la première guerre mondiale, on ne trouve que cet émetteur qui relève des autorités militaires. En 1923, la France concède une licence à des postes privés, le premier d'entre eux, créé par la Compagnie générale TSF devient célèbre sous le nom de RADIOLA.
Le succès de la radio est rapide et se poursuit, jusqu'à la création des radios libres en 1982, avec la création de la Haute autorité de la communication audiovisuelle.

### Télévision
Dès 1925, des expérimentations ont lieu, puis des démonstrations publiques sont données. Au début des années 1930, les premières émissions sont transmises, en 1937, un émetteur est installé au sommet de la tour Eiffel (il fonctionnera jusqu'en 1956). Le 25 avril 1935, à 20h15, la première émission officielle française est diffusée ; la télévision fait alors partie de la RTF et est rattachée, le 20 juillet 1939, au président du conseil. Mais son développement est bientôt freiné par la Seconde Guerre mondiale.
Après le conflit, le nombre de postes [Où ?] passe de 5 à 9 millions entre 1945 et 1955 ; il y en aura 260 000 [Où ?] en 1955.
En 1948, faute de moyens, les programmes [Où ?] se limitent à 13h de diffusion par semaine, pour atteindre 34h en 1953. Le premier grand tournant a lieu le 7 août 1974, sous Valéry Giscard d'Estaing, qui fait adopter une réforme organisant l'éclatement de l'ORTF en sept sociétés distinctes, les chaînes se créent chacune leur propre image. Le 29 juillet 1982, sous François Mitterrand, la fin du monopole de l'État est proclamée. Les chaînes privées se multiplient alors, d'où l'importance grandissante des audimats pour la survie des chaînes de télévision aujourd'hui.

### Internet
Internet est issu de réseau Arpanet créé en 1968 par le département américain de la défense. Il était à l'origine utilisé pour relier ses centres de recherche. Par la suite, des étudiants de l'Université Duke à Durham, en Caroline du Nord, s'en servirent pour échanger des informations scientifiques. Quelques années plus tard, le grand public eut accès à internet, d'abord des grandes entreprises privées, puis des PME et enfin des particuliers.

## Transformations opérées par l'émergence de la communication de masse

### Transformations sociales entraînées par l'influence mutuelle des communications de masse
Contrairement à ce qu'on pourrait penser, les médias ne se détruisent pas entre eux, ils se complètent et se renforcent pour mieux forger une société de communication de masse.

#### Conséquences sociales opérées par l'influence télévision/cinéma
Il ne faut pas voir dans l'extension de la télévision la mort du cinéma. Certes, la télévision imposera progressivement une standardisation des scénarios et des mises en scène selon ses critères, mais elle participera aussi très activement au financement de l'industrie cinématographique, et assurera par ailleurs, la promotion du cinéma sur le petit écran.
Si le cinéma a besoin de la télévision tant pour son financement que sa promotion, la télévision a autant besoin du cinéma car le film reste le programme préféré des Français, en 1981, TF1 Antenne 2 et FR3 ont diffusé ensemble 500 films, pour arriver à 950 en 1990, proportion qui ne cesse d'augmenter depuis. Le cinéma a en outre influencé la télévision qui s'est elle-même attachée à produire des téléfilms, à budgets moindres mais soumis aux mêmes types de contraintes que l'écriture filmique, et faisant parfois appel à des vedettes de cinéma. La télévision joue un rôle qu'on sous estime parfois en introduisant une culture cinéphile dans des couches plus larges de la population en assurant la promotion de films anciens.
Avec l'avènement de la télévision, la  consommation du produit « film » est par contre transformée par le passage au petit écran. En effet, si bon nombre de téléspectateurs auraient crié au scandale en visionnant un film jugé nul au sein d'une salle de cinéma, ils n'ont aucun mal à regarder le même film jusqu'à la fin lorsque celui-ci est diffusé chez eux, sur leur propre petite lucarne. Le public des salles de cinéma est donc transformé, on trouve d'une part un public de masse séduit par l'idée de sortir en bande ou en couple pour obtenir de grands effets, et d'autre part, un public culturellement plus exigent ayant un rapport au cinéma analogue à celui qu'il peut avoir au théâtre.

##### Télévision et audimat: la transformation du téléspectateur
Avant l'autorisation de la publicité à la télévision (1968) et la création des chaînes privées, la concurrence n'existait pas et la mission de la télévision était d'informer, instruire et divertir. Mais de nos jours, l'audimat est toujours plus important pour la survie des chaînes de télévision, ainsi, on passe d'un téléspectateur-citoyen à un téléspectateur consommateur. Cette vision démocratique de la télévision où le spectateur choisirait son programme est accentuée par l'invention de la télécommande qui permet de changer de programme encore plus aisément.

#### Conséquences sociales de l'influence mutuelle radio/télévision
Hier, la radio était le média familial par excellence, aujourd'hui, si la télévision a parfaitement réussi à adapter bon nombre de programmes, la radio n'a pas pour autant perdu sa place de média de masse, elle a au contraire conquis de nouveaux espaces. Cela a conduit la radio à cibler ses publics, en multipliant la création de nombreuses stations en fonction des publics visés. Elle a par ailleurs profité de l'abaissement du prix des postes ainsi que de la miniaturisation des radios pour trouver sa place partout et devenir un objet qu'on écoute de manière de plus en plus individualiste (chaque membre de la famille pouvant disposer de sa propre radio). Ainsi, on peut penser que la radio est peut-être le média le plus adapté à une société de plus en plus  individualiste et diversifiée.

### Nouveau rapport au temps et à l'espace apporté par la télévision et l'ordinateur
Par le biais du cinéma et du théâtre, l'illusion du spectacle était offerte dans un lieu spécifique et pour une période donnée, consentie à l'avance. Au contraire, avec l'arrivée de la télévision et de l'ordinateur, nous ne disposons plus de cette rupture spatiale et temporelle, la fiction s'opère dans notre espace domestique, dans le même temps et le même langage que notre vie réelle. Les outils de communication de masse traversent toutes les sphères: celles de la vie privée, professionnelle, des loisirs...

### Homogénéisation des cultures et plus grande conscience collective
Avec le renouvellement continu des communications de masse, nous avons la possibilité de créer une relation avec tout un chacun, nous sommes donc à la fois de plus en plus lié à chacun, mais aussi plus isolé (car l'utilisation de médias de masse se fait généralement de manière solitaire). Cette potentialité conduit à une certaine homogénéisation des cultures, qui sont de plus en plus à portée de main de chacun.
D'autre part, la communication de masse a permis l'éveil d'une plus grande conscience collective, notamment en informant de manière plus large les populations, concernant les problèmes qui surviennent à travers le monde.

### Communication de masse et massification de l'information
Alors que la transmission de l'information en communication de masse était auparavant sélectionnée par les « gatekeepers » (gardiens de portes (en), termes de Kurt Lewin qui désigne les journalistes, universitaires, politiques qui font fonction de sélection du communicateur en théorie de l'information), la multitude des sources d'information et leur instantanéité favorisent une société de crédulité informationnelle. Loin de constituer une situation propice à la diffusion du savoir, ces conditions entraînent au contraire un appauvrissement de l’information et facilitent la propagation des rumeurs, des théories du complot, de la désinformation ou des calomnies,. L'essor d'internet à la fin du XXe siècle illustre ce phénomène. Les personnes utilisent ce mode de diffusion puissant, gratuit et étendu d’informations vraies ou fausses, parmi lesquelles ils retiennent celles qui alimentent leur biais de confirmation. Ce biais cognitif est renforcé par les réseaux sociaux qui les aiguillent vers des gens qui pensent comme eux, ce qui a tendance à nourrir des cercles de « croyants » plus motivés que les « non-croyants » pour défendre leur point de vue et lui consacrer du temps, et à les enfermer dans une insularité cognitive, où ils finissent par se radicaliser,.